# Sieben feindliche Offensiven
Die sieben feindlichen Offensiven (serbokroatisch Sedam neprijateljskih ofanziva), auch „große feindliche Offensiven“ genannt, waren in der Historiographie des Zweiten Weltkriegs in der Sozialistischen Föderativen Republik Jugoslawien sieben Phasen, in denen die Achsenmächte (Deutschland, Italien, Ungarn, Bulgarien) sowie deren Kollaborateure (Ustascha, Tschetniks) im besetzten Jugoslawien (1941–1945) die Truppen der Volksbefreiungsarmee bekämpften.

## Historiographie

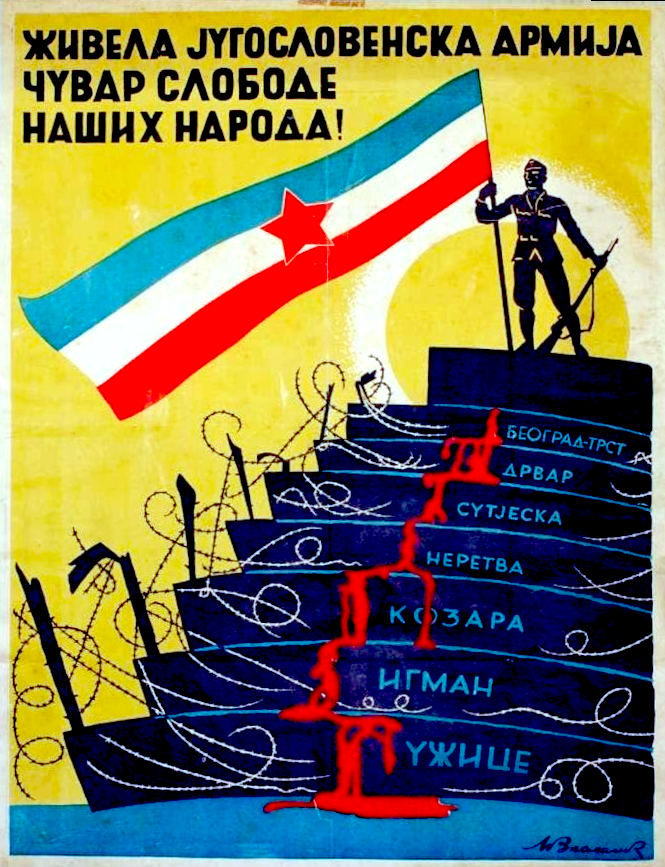
Propagandaplakat aus der unmittelbaren Nachkriegszeit: „Es lebe die jugoslawische Volksarmee, Schützerin unserer Freiheit!“ Die einzelnen Stufen, von unten nach oben, stellen die sieben Feindoffensiven dar: „Užice“, „Igman“, „Kozara“, „Neretva“, „Sutjeska“, „Drvar“, „Beograd-Trst“.

Die Unterteilung in die sieben feindlichen Offensiven wurde schon während des Zweiten Weltkriegs selbst getroffen. Basil Davidson hielt sich für sein im Jahr 1946 veröffentlichtes Buch wiederholt an die Einteilung des Partisanenkriegs in Feindoffensiven. Das Narrativ des heroischen Abwehrkampfes gegen verschiedene erfolglose Feindoffensiven diente im Jugoslawien der Nachkriegszeit nicht zuletzt dem Versuch, aus der Kriegserfahrung den politischen Effekt der nationalen Einheit zu gewinnen. Hierbei wurden nationale Opfernarrative vermieden und auch ethnisch motivierte Massaker jugoslawischer Fraktionen (Morde der Ustascha an Serben oder Bosniaken, Morde der Tschetniks an Kroaten oder Bosniaken) ausgeblendet, um die landesinternen Konflikte des Weltkriegs nicht wiederzubeleben.
Die Begrifflichkeit der sieben feindlichen Offensiven wurde durch Übersetzungen jugoslawischer Veröffentlichungen auch in der Geschichtsschreibung der DDR gebräuchlich.

## Liste der Offensiven
- Die „erste feindliche Offensive“ fand Ende 1941 statt, als die Achsenmächte die zuvor von den Partisanen proklamierte Republik Užice angriffen (Unternehmen Užice) und letztendlich eroberten.[8]
- Die „zweite feindliche Offensive“ bezeichnet die Verfolgungskämpfe der Achsenmächte gegen die Partisanen im Winter 1941/42, hauptsächlich das Unternehmen Südostkroatien sowie das Unternehmen Ozren.[9]
- Die „dritte feindliche Offensive“ bezeichnet die gemeinsame Offensive der Deutschen, Italiener und Ustascha (Unternehmen Trio) gegen die Partisanen, die im April 1943 begann.[10]
- Die „vierte feindliche Offensive“ bezeichnet die Operationen der Achsenmächte während der Schlacht an der Neretva.[11]
- Die „fünfte feindliche Offensive“ bezeichnet die Operationen der Achsenmächte während der Schlacht an der Sutjeska.[11]
- Die „sechste feindliche Offensive“ bezeichnet die Operationen der Achsenmächte zum Jahreswechsel 1943/44, hauptsächlich das Unternehmen Kugelblitz im Dezember.[12]
- Die „siebte feindliche Offensive“ bezeichnet den Überraschungsangriff der Achsenmächte im Mai 1944, hauptsächlich das Unternehmen Rösselsprung.[13]

## Alternative Interpretationen
Schon vor dem Zusammenbruch Jugoslawiens waren nicht alle Historiker mit der Einteilung oder Zählung zufrieden; der jugoslawische Militärhistoriker Mladenko Colić benannte den Aufstand in Montenegro 1941 und die Gegenoffensive der italienischen Armee im Sommer 1941 als die echte erste Feindoffensive, was die Zählung der anderen Offensiven entsprechend verschiebt.

## Populärkultur
Ein aktiver Rückgriff auf die Nummerierung der feindlichen Offensiven findet sich im Titel des jugoslawischen Spielfilms Die fünfte Offensive – Kesselschlacht an der Sutjeska von 1973.